# Galin Ivanov (labdarúgó, 1975)
Galin Ivanov (bolgár nyelven: Галин Иванов) (Dobrics, 1975. április 6. –) bolgár válogatott labdarúgó, edző.

## Pályafutása
Galin Ivanov 1975. április 6-án született a bulgáriai Dobricsban. 1992 és 1995 között a helyi Dobrudzsa Dobrics játékosa volt. 1996 és 2003 között a CSZKA Szofija játékosa volt, mellyel kétszer bolgár bajnoki címet ünnepelhetett. 2003-ban az egyesült államokbeli D.C. United labdarúgója lett, hazatérve Bulgáriában a Marek Dupnicaban futballozott. 2004-ben a görög élvonalbeli Ergotélisz csapatától vonult vissza. Pályafutása során 2001 és 2002 között öt alkalommal szerepelt a bolgár válogatottban. Visszavonulása óta edzőként tevékenykedik.

### Játékosként
CSZKA Szofija
- Bolgár bajnok (2): 1996–97, 2002–03
- Bolgár kupa (2): 1997, 1999